# Гаврилюк Юхим Семенович
Юхи́м Семе́нович Гаврилю́к (* 29 травня 1902, село Нігин, нині Кам'янець-Подільського району Хмельницької області — † 1972, смт Городниця Новоград-Волинського району Житомирської області) — український скульптор-керамік, художник по порцеляні.

## Біографічні відомості
Змалку зостався сиротою — помер батько. Закінчив 1925 року Кам'янець-Подільську художньо-промислову школу, 1930 року Київський художній інститут (нині НАОМА — Національна академія образотворчого мистецтва і архітектури). Вчився у Бернарда Михайловича Кратка, Івана Васильовича Севери, Макса Ісайовича Гельмана.
Від 1930 року — викладач Полтавського технікуму промислової кооперації, художник, інструктор у різних республіканських організаціях художнього промислу. Працював на Баранівському порцеляновому заводі (1930—1936). Від 1936 року — на Городницькому порцеляновому заводі: старший модельєр і скульптор. Тут створив багато порцелянових мініатюр, інших художніх творів. Від 1964 року на пенсії.

## Твори
- «Гуцулка з газетою» (1939),
- «Гуцул з сопілкою»,
- «Дідусь Кобзар» (1941).

Створив серію портретів: «Погруддя Тараса Шевченка» (1938, 1951), «Бандурист Барташевський» (1938), барельєфні медальйони «Людвіг ван Бетховен», «Петро Ілліч Чайковський», «Максим Горький» (співавтор — Я. Чесаненко).